# ماوت (عراق)
ماوت (به عربی: ماوت) یک منطقهٔ مسکونی در عراق است که در استان سلیمانیه واقع شده‌است.